# Osmani Urrutia
Osmani Urrutia, född den 28 juni 1976 i Jobabo, är en kubansk basebollspelare som tog guld för Kuba vid olympiska sommarspelen 2004 i Aten.
Urrutia representerade Kuba i World Baseball Classic 2006, där Kuba kom tvåa. Han spelade åtta matcher och hade ett slaggenomsnitt på 0,345, en homerun och sju RBI:s (inslagna poäng).